# Alfredo Porzio
Alfredo Porzio   (Buenos Aires, 31 d'agost de 1900 - Buenos Aires, 14 de setembre de 1976) va ser un boxejador argentí que va competir durant la dècada de 1920.
El 1924 va prendre part en els Jocs Olímpics de París, on guanyà la medalla de bronze de la categoria del pes pesant, del programa de boxa.
En finalitzar els Jocs passà a lluitar com a professional, amb un balanç de 4 victòries, 2 derrotes i 1 combat declarat nul.